# Oppeano
Oppeano és un comune (municipi) de la província de Verona, a la regió italiana del Vèneto, situat a uns 90 quilòmetres a l'oest de Venècia i a uns 20 quilòmetres al sud-est de Verona.
A 1 de gener de 2020 la seva població era de 10.291 habitants.
Oppeano limita amb els següents municipis: Bovolone, Isola della Scala, Palù, San Giovanni Lupatoto, Zevio, Buttapietra, Ronco all'Adige i Isola Rizza.